# Brahmanbaria
Brahmanbaria este un oraș din Bangladesh. Numără 137.000 locuitori pe o suprafață de 17,58 km².